# Omni Coliseum
L'Omni Coliseum, conosciuta anche come The Omni, era un'arena coperta situata ad Atlanta, generalmente utilizzata per partite di basket e hockey su ghiaccio.
L'arena, completata nel 1972, ha ospitato le partite della squadra dell'NBA degli Atlanta Hawks fino al 1997, degli Atlanta Flames della NHL fino al 1980, quando la squadra si trasferì a Calgary, e degli Atlanta Chiefs per le gare del torneo indoor della NASL. In occasione delle Olimpiadi di Atlanta del 1996 l'arena è stata usata per il torneo di pallavolo femminile. È stata, inoltre, utilizzata per importanti eventi di wrestling dalla WWE.
Tra il 1973 e il 1995 l'arena venne utilizzata anche per numerose concerti tra i quali quelli di Elvis Presley, Queen, Eric Clapton, U2, Led Zeppelin e Deep Purple. Tra gli anni '70 e '80 furono emblematici i concerti dei Pink Floyd con l'iconico A Momentary Lapse of Reason Tour e In the Flesh Tour.
Nel 1988 è stata sede del Congresso nazionale del Partito Democratico.
A causa della sua struttura metallica e degli innumerevoli problemi di ruggine, riparati ripetutamente negli anni, l'arena venne demolita nel 1997 e rimpiazzata da una nuova struttura, la Philips Arena.